# Cystostemon hispidus
Cystostemon hispidus är en strävbladig växtart som först beskrevs av John Gilbert Baker och Wright, och fick sitt nu gällande namn av A.G. Miller och H. Riedl. Cystostemon hispidus ingår i släktet Cystostemon, och familjen strävbladiga växter. Inga underarter finns listade i Catalogue of Life.